# Heinrich Dietel
Heinrich Gotthold Dietel (ur. 15 marca 1839 w Greizu, zm. 24 czerwca 1911 r. w Sosnowcu) – niemiecki i rosyjski przemysłowiec branży włókienniczej, o największym – obok braci Schönów – wkładzie w rozwój Sosnowca. Dzięki staraniom Dietla Sosnowiec otrzymał w 1902 r. prawa miejskie, a on sam objął honorową funkcję radcy kolegialnego pierwszej rady miejskiej.
Urodził się 15 marca 1839 r. w Greizu w Turyngii w rodzinie luterańskiej Johanny Wilhelminy z domu Merbold i przemysłowca Heinricha Gottloba Dietla (1814—1883), który w Saksonii uruchomił własne przędzalnie wełny: w 1848 r. Greizu a w 1854 w Cunersdorf.
Jako syn przemysłowca z branży tkackiej Heinrich Gotthold kształcił się w Stanach Zjednoczonych, ucząc się m.in. technik przemysłowej produkcji wełny, jak też prowadzenia przedsiębiorstwa. Po powrocie do rodzinnego domu dzierżawił przędzalnię w Czechach, a także pomagał swojemu ojcu prowadzeniu przędzalni wełny czesankowej w Wilkau koło Zwickau w Saksonii, która została przeniesiona tu w 1868 r. z Cunersdorf i okazała się największym sukcesem. Był pierwszym dyrektorem technicznym gręplarni w Lipsku.  Poznał tam ojca swojej przyszłej żony, pochodzącego z Turyngii Jerzego Edwarda Jacoba, z którym podjął współpracę. W 1877 r. został słuchaczem Wyższej Szkoły Technicznej w Dreźnie.
Przeprowadzenie reformy celnej w Cesarstwie Rosyjskim w 1877 r., która narzuciła wysokie cło na towary sprowadzane zza granicy, skłoniło Dietla do podjęcia decyzji o rozpoczęciu produkcji wełny w nadgranicznych Sosnowicach w Królestwie Polskim, które posiadały kopalnie węglowe i dogodne położenie przy linii kolejowej.  11 czerwca 1878 r. wziął ślub w Lipsku z Klarą Julią Jacob, a we wrześniu 1878, po uzyskaniu zgody władz carskich, przybył do Sosnowic, gdzie przystąpił do budowy pierwszej w Królestwie Polskim przędzalni czesankowej na gruntach zakupionych od spadkobierców Christiana Gustawa von Kramsta (Pogoń). Produkcja została uruchomiona w 1879 r., a stale modernizowany zakład przynosił znaczne dochody, dzięki którym mógł realizować swoje plany społeczno-gospodarcze. Henryk Dietel był członkiem Towarzystwa Popierania Rosyjskiego Przemysłu i Handlu oraz Łódzkiego Komitetu Handlu i Przemysłu. Zasiadał w Zarządzie Towarzystwa Akcyjnego Sosnowieckich Fabryk Rur i Żelaza. Wybierano go do władz lokalnych instytucji o charakterze gospodarczym. Pełnił przez wiele lat funkcję doradcy przemysłowego gubernatora piotrkowskiego, a w uznaniu zasług Dietla na tym polu władze carskie przyznały mu tytuł carsko-rosyjskiego radcy handlowego.
19 lipca 1881 r. w Sosnowicach urodził się jego pierwszy syn Henryk Jerzy Dietel, a następne kolejno w 1883 r. Borys Edward, w 1885 r. Alfred Ryszard, w 1886 r. Roman Jakub  i  w 1888 r. najmłodszy Bogusław Włodzimierz. W latach 1890–1900 doprowadził do wzniesienia rodzinnej rezydencji Dietlów, która znana jest jako Pałac Dietla.
Razem z innymi przemysłowcami zabiegał u władz carskich o przyznanie praw miejskich dla Sosnowic, a kiedy ich starania zakończyły się sukcesem w 1902 r., został radnym nowo utworzonej rady miejskiej.
Heinrich Gotthold Dietel zmarł 24 czerwca 1911 r. w Sosnowcu. Spoczął w rodzinnym mauzoleum na cmentarzu ewangelickim w Sosnowcu.

## Działalność społeczna
- 1882 r. – założenie ewangelickiej szkoły kantorowej[5]
- 1880 r. – założenie kościoła ewangelickiego w Sosnowcu[12]
- 1886 r. – ufundowanie budynku kościoła ewangelickiego w Sosnowcu-Pogoni[12]
- 1887 r. – współfundator cerkwi Świętych Wiery, Nadziei, Luby i matki ich Zofii[13]
- 1889 r. – współfinansowanie budowy Szkoły Aleksandryjskiej[5]
- 1894 r. – ufundowanie Szkoły Realnej[5]
- 1895–1898 – ufundowanie budynku Szkoły Realnej[5]
- 1901 r. – współfundator cerkwi św. Mikołaja Cudotwórcy w Sosnowcu[14]

## Odznaczenia

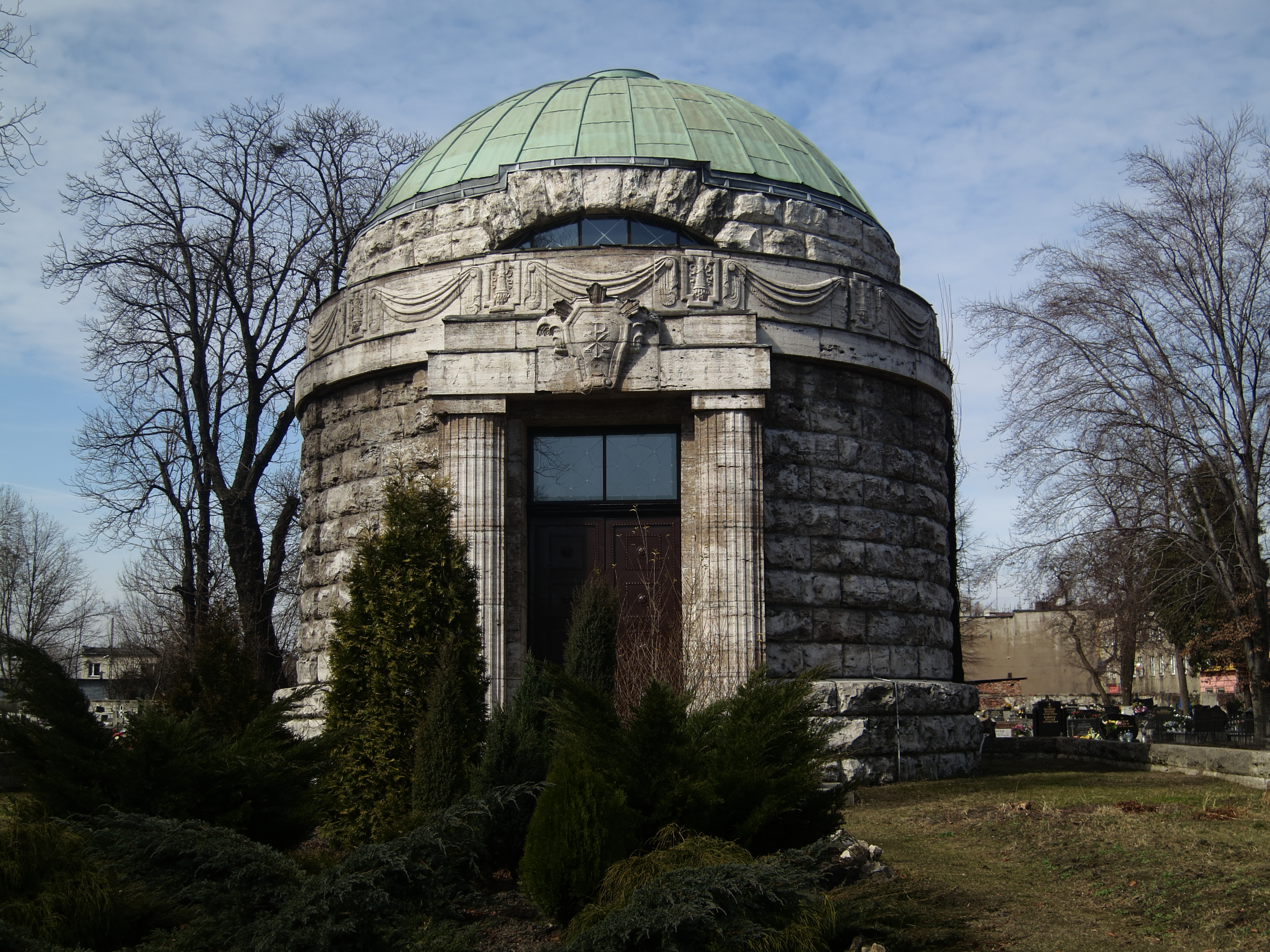
Mauzoleum rodziny Dietlów w Sosnowcu

W 1898 r. podczas uroczystej ceremonii otwarcia Sosnowieckiej Szkoła Realnej, która była pierwszą w Zagłębiu Dąbrowskim szkołą średnią, Heinrich  Dietel przekazał nowy gmach szkoły rosyjskiemu Ministerstwu Oświaty Narodowej. Za ten gest w stosunku do władz carskich otrzymał tytuł radcy państwa oraz Order Świętego Stanisława, Order Świętej Anny II stopnia i Order Świętego Włodzimierza III stopnia.

## Upamiętnienie
Rada Miejska w Sosnowcu na podstawie uchwały nr 660/L/09 z dnia 24 września 2009 r. nadała parkowi przy ulicy Stefana Żeromskiego nazwę „Park Dietla”. Od 2017 r. jedna z ulic w Sosnowcu nosi nazwę Henryka Dietla.